# Associação Desportiva Carmópolis
A Associação Desportiva Carmópolis (mais conhecido como Carmópolis) é um Clube de Futebol Brasileiro da cidade de Carmópolis, município do Estado de Sergipe. Fundado em Junho de 2022, com foco nas categorias de base e projetos sociais. O time é presidido por Kekel Magalhães e tem como patrono Hyago França, ex-presidente do Confiança. Em 2023 jogou a segunda divisão do Campeonato Sergipano de Futebol (Série A2) onde foi Campeão e conseguiu o acesso para a Série A1 de 2024.

## Rivalidade
O Clube por ser recém criado, não tem muita rivalidade no Futebol Sergipano, mas por ser da mesma cidade, é considerado que a Sociedade Boca Júnior Futebol Clube seja rival da Associação Desportiva Carmópolis.